# 京都府道・大阪府道734号柳谷島本線
京都府道・大阪府道734号柳谷島本線（きょうとふどう・おおさかふどう734ごう やなぎたにしまもとせん）は、京都府長岡京市から大阪府三島郡島本町に至る一般府道である。

## 概要
京都府長岡京市浄土谷から大阪府三島郡島本町東大寺1丁目に至る。

### 路線データ
- 起点：京都府長岡京市浄土谷（柳谷観音交差点、京都府道・大阪府道79号伏見柳谷高槻線交点）
- 終点：大阪府三島郡島本町東大寺1丁目（京都府道・大阪府道67号西京高槻線交点）

## 路線状況
大阪府三島郡島本町の東大寺から尺代にかけて一部通行困難である。

## 地理

### 通過する自治体
- 京都府
  - 長岡京市
- 大阪府
  - 三島郡島本町

### 交差する道路
| 交差する道路                         | 都道府県名 | 市町村名 | 市町村名 | 交差する場所 | 交差する場所          |
| ------------------------------------ | ---------- | -------- | -------- | ------------ | --------------------- |
| 京都府道・大阪府道79号伏見柳谷高槻線 | 京都府     | 長岡京市 | 長岡京市 | 浄土谷       | 柳谷観音交差点 / 起点 |
| 京都府道・大阪府道67号西京高槻線     | 大阪府     | 三島郡   | 島本町   | 東大寺1丁目  | 終点                  |

### 交差する鉄道
- 東海道本線

### 沿線
- サントリー山崎蒸留所
- 水無瀬神宮